# دابینوواتس
دابینوواتس (به صربی: Dabinovac) یک منطقهٔ مسکونی در صربستان است که در کورشوملیا واقع شده‌است. دابینوواتس ۶۴ نفر جمعیت دارد.